# 사쓰키다 세이야
사쓰키다 세이야(일본어: 五月田 星矢, 2002년 4월 18일~)는 일본의 축구 선수이다.

## 구단 경력
그는 2021년 J2리그의 V-파렌 나가사키에 입단했다. 2023년 8월 일본 풋볼 리그의 레일락 시가 FC로 임대 이적했다. 2024년 V-파렌 나가사키로 복귀했다. 2024년 8월 J3리그의 테게바자로 미야자키로 이적했다.